# هندسة الإنتاج

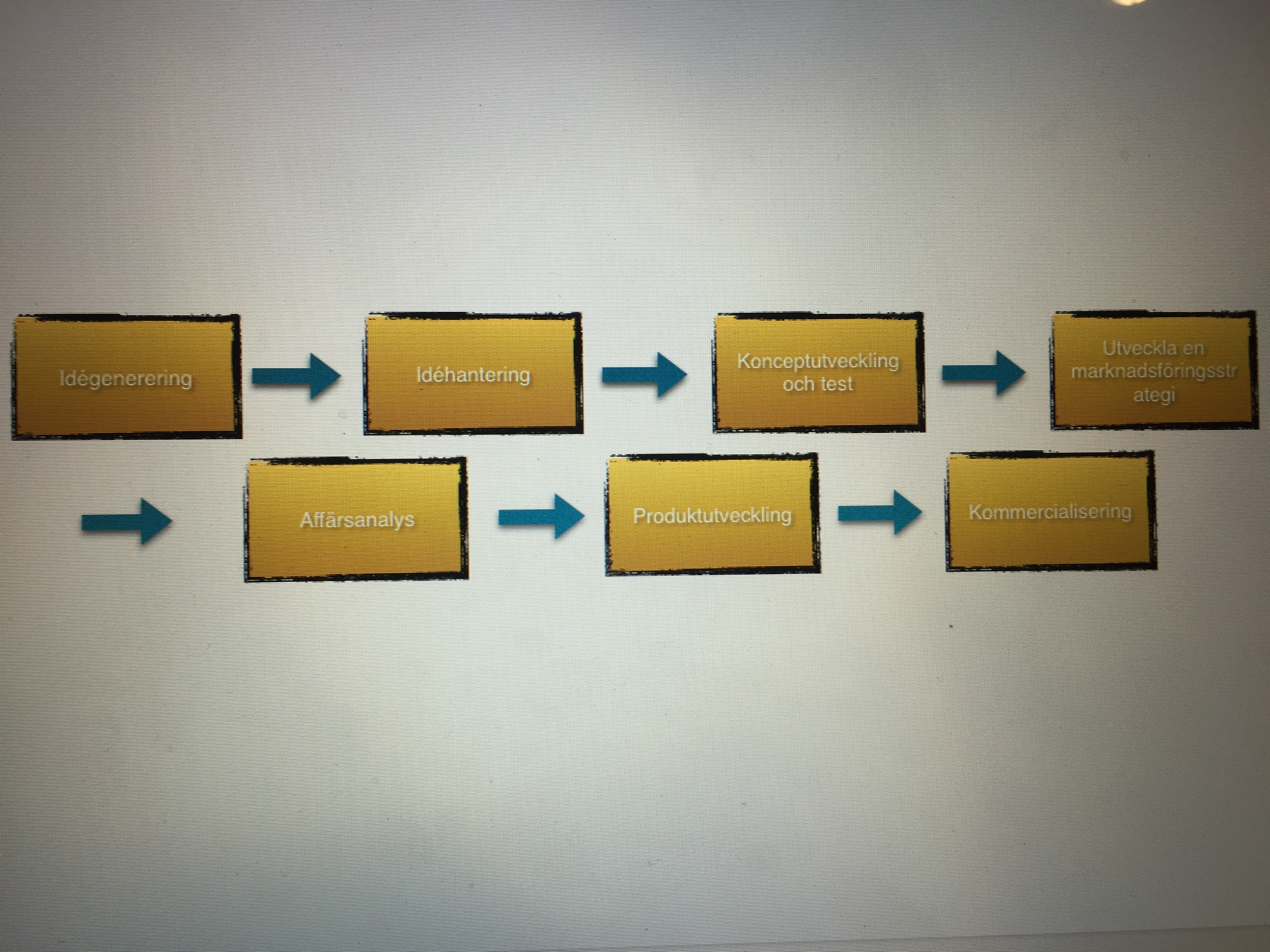

في الأعمال والهندسة، يغطي تطوير المنتج الجديد العملية الكاملة لطرح منتج جديد في السوق. يُعتبر تطوير المنتج جانبًا محوريًا في عملية تطوير المنتج الجديد، بالإضافة إلى اعتبارات عديدة في عالم الأعمال. يُوصف تطوير المنتج الجديد على نطاق واسع بأنه تحويل فرصة سوقية إلى منتج متوفر للبيع. يمكن أن يكون المنتج ماديًا (شيء محسوس يمكن لمسه) أو معنويًا (مثل خدمة، أو تجربة، أو معتقد)، على الرغم من أنه يتم تمييز الخدمات وعمليات أخرى عن «المنتجات». يتطلب تطوير المنتج الجديد فهم حاجات العملاء ورغباتهم، والبيئة التنافسية، وطبيعة السوق. تُعتبر التكلفة، والوقت، والجودة المتغيرات الرئيسية التي تحرك حاجات العميل. لاستهداف هذه المتغيرات الثلاثة، تطور الشركات الابتكارية باستمرار ممارسات واستراتيجيات لتلبية متطلبات العميل بصورة أفضل ولزيادة حصتها السوقية عن طريق التطوير المستمر للمنتجات الجديدة. توجد العديد من الأمور المحيرة والتحديات التي على الشركات التصدي لها خلال العملية. يُعتبر استخدام أفضل الممارسات وإقصاء الحواجز التي تمنع التواصل المخاوف الرئيسية لإدارة تطوير المنتج الجديد.

## بنية العملية
تتألف عملية تطوير المنتج عادة من أنشطة عديدة تقوم بها الشركة في العملية المعقدة لطرح المنتجات الجديدة في السوق. يُستخدم منهج إدارة العمليات لتقديم البنية. عادة ما يتداخل تطوير المنتج بنسبة كبيرة مع عملية التصميم الهندسية، خصوصًا إذا ما كان تطوير المنتج الجديد يتضمن تطبيقًا للرياضيات و/أو العلوم. سيمر كل منتج جديد بسلسلة من المراحل/الخطوات، بما في ذلك التصور من بين جوانب أخرى للتصميم، بالإضافة إلى التصنيع والطرح في السوق. فيما يتعلق بالمنتجات المعقدة هندسيًا بنسبة كبيرة (مثل الطائرات، والسيارات، والآلات)، من الممكن أن تكون عملية تطوير المنتج الجديد معقدة أيضًا فيما يخص إدارة الموظفين، والمعالم، والمخرجات الفعلية. عادة ما تستخدم مشاريع كهذه منهج فريق الإنتاج المتكامل. تكون عملية إدارة المنتجات الهندسية المعقدة واسعة النطاق أبطأ بكثير (أكثر من عشر سنوات غالبًا) من العملية التي تتناول أنواعًا عديدة من السلع الاستهلاكية.
تُصاغ عملية تطوير المنتج وتُحلَّل بطرق مختلفة عديدة، عادة ما يتضمن الكثير منها المراحل التالية:
1. البداية غير المحددة: هي مجموعة الأنشطة المطبقة قبل انتهاء مرحلة هندسة المتطلبات الأكثر رسمية والمحددة بشكل جيد. تحدد المتطلبات ما يجب على المنتج فعله أو تقديمه، بدرجات مختلفة من الخصوصية، بهدف تلبية حاجة السوق أو الأعمال.
2. تصميم المنتج: هو تطوير مستويي التصميم الأعلى والمفصّل للمنتج: ما يحول السؤال عن ماهية المتطلبات إلى سؤال عن كيفية تلبية هذا المنتج بعينه لتلك المتطلبات. عادة ما يتداخل ذلك بأكبر قدر مع عملية هندسة التصميم، لكن من الممكن أن يتضمن أيضًا التصميم الصناعي وحتى جوانب جمالية متعلقة به. من الناحية التسويقية والتخطيطية، تنتهي هذه المرحلة عند مرحلة تحليل ما قبل التتجير.
3. تنفيذ المنتج: يشير عادة إلى المراحل المتأخرة من التصميم الهندسي المفصل (على سبيل المثال، تخليص الأجهزة الميكانيكية والكهربائية، والسوفتوير، والسلع أو أشكال أخرى من المنتجات)، بالإضافة إلى عملية الاختبار التي قد تستخدم للتأكد من أن النموذج الأولي يلتزم بجميع مخصصات التصميم الموضوعة.
4. النهاية غير المحددة: أو مرحلة التتجير، وتمثل خطوات العمل عند الإنتاج والطرح في السوق.[3]

## مراحل الإنتاج
- التصميم
- التخطيط والإدارة
- التصنيع
- التجميع
- ضبط الجودة

## مجالات هندسة الإنتاج
- التشكيل
- التشغيل
- اللحام
- القياسات
- الجودة
- التكاليف الهندسية
- نظم وإدارة الإنتاج